# Admiralty (MTR)

Admiralty (traditioneel: 金鐘) is een metrostation van de Metro van Hongkong. Het is een halte aan de Tsuen Wan line, Island Line en South Island Line and East Rail Line. 